# アカマンボウ目
アカマンボウ目（学名：Lampriformes あるいは Lampridiformes）は、硬骨魚類の分類群の一つ。6科11属で構成され、深海魚を中心に少なくとも22種が含まれる。いわゆるマンボウはフグ目に属し、本目の魚類ではない。

## 概要
アカマンボウ目の魚類は全て海水魚で、深海に生息する種類が多い。世界中の温帯から熱帯域の外洋に広く分布する。多くは海底から離れて暮らす中層遊泳性で、クサアジ科など一部のみが大陸斜面にも分布する底生魚である。
代表魚種であるアカマンボウはマグロの延縄に、またテンガイハタは沿岸定置網によって時折漁獲され、食用とされることがあるが、水産上の重要性は低い。その他の種類の多くは極めて稀にしか捕獲されず、利用されることはほとんどない。

## 形態
アカマンボウ目魚類の形態は多様であり、マンボウのように円盤型をしたアカマンボウ、細長い体をもつリュウグウノツカイなど、統一された体型を取らない。本目の仲間に共通する形態学的特徴としては、鰭に真の棘条をもたないこと、前上顎骨・主上顎骨をスライドさせるようにして、口を前方に大きく突き出せることなどがある。クサアジ科・アカマンボウ科の魚類は発達した骨格と対称な尾鰭をもつが、他の5科では骨格は弱々しく、尾鰭は非対称である。腹鰭の鰭条数は0-17本で、眼窩蝶形骨は一部の種類に存在する。

## 分類
アカマンボウ目は6科11属22種で構成される。分類体系は流動的であったが、1990年代以降の形態学および分子生物学的解析は本目の単系統性を支持している。かつて本目に分類されていたステューレポルスは、独自の目に分類されるようになった。
以下に示す現生の6科に加え、化石種のみが知られる絶滅群として、クサアジ科に近縁の Palaeocentrotidae 科 （始新世）と、アカマンボウ類に似た体形をもつ Turkmenidae 科が報告されている。後者は暁新世から漸新世にかけて2属（Turkmene、Danatinia）が認められている。他に所属未定の絶滅属として Bajaichthys 属が知られる。

### クサアジ科

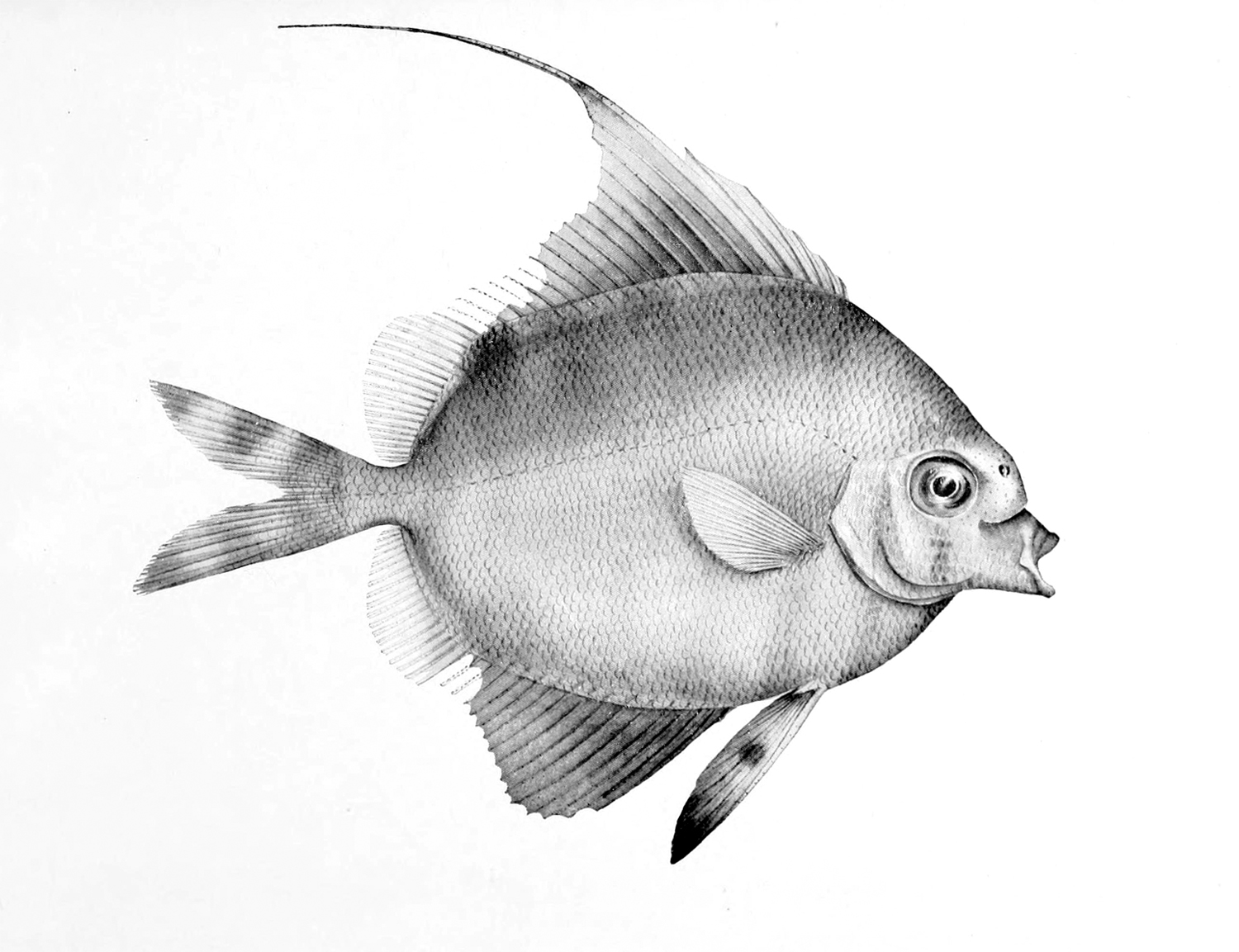
ヒメクサアジ Metavelifer mutiradiatus （クサアジ科）。中層性の仲間が多いアカマンボウ目の中で、本科は数少ない底生魚のグループである

クサアジ科 Veliferidae はクサアジ・ヒメクサアジのみ、2属2種を含む。インド洋・西部太平洋に分布し、大陸棚から沿岸付近にかけての底部で生活する。体長40cmほどになる。
体高が高く、体は左右に平べったく側扁する。背鰭と臀鰭は非常に大きく、腹鰭の鰭条は7-9本。2種は背鰭の形態により区別される。歯をもたない。始新世の絶滅属として Veronavelifer 属が知られ、イタリア北部から化石が産出している。
- クサアジ属 Velifer
- ヒメクサアジ属 Metavelifer

### アカマンボウ科
アカマンボウ科 Lampridae は1属6種からなる。アカマンボウは本目の代表魚種であり、三大洋の表層から水深500m程度にまで分布している。本科（および本目）の表記は Lamprididae と Lampridae との2種類で揺れているが、本稿ではNelson（2016）の見解に基づき後者の表記を採用する。最大で体長1.8mにまで成長する大型の魚類で、イカなどの軟体動物や浮遊性の甲殻類を捕食する。
体は円盤状で強く側扁する。側線は大きく湾曲し、鱗は微小な円鱗。背鰭と臀鰭が長く発達し、腹鰭の鰭条は12-17本。
- アカマンボウ属 Lampris

### アカナマダ科

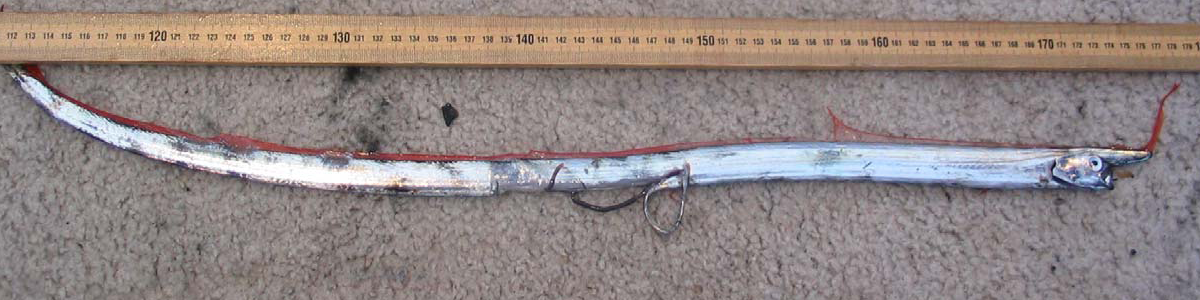
テングノタチ Eumecichthys fiski （アカナマダ科）。細長い体と突き出した前頭部が特徴

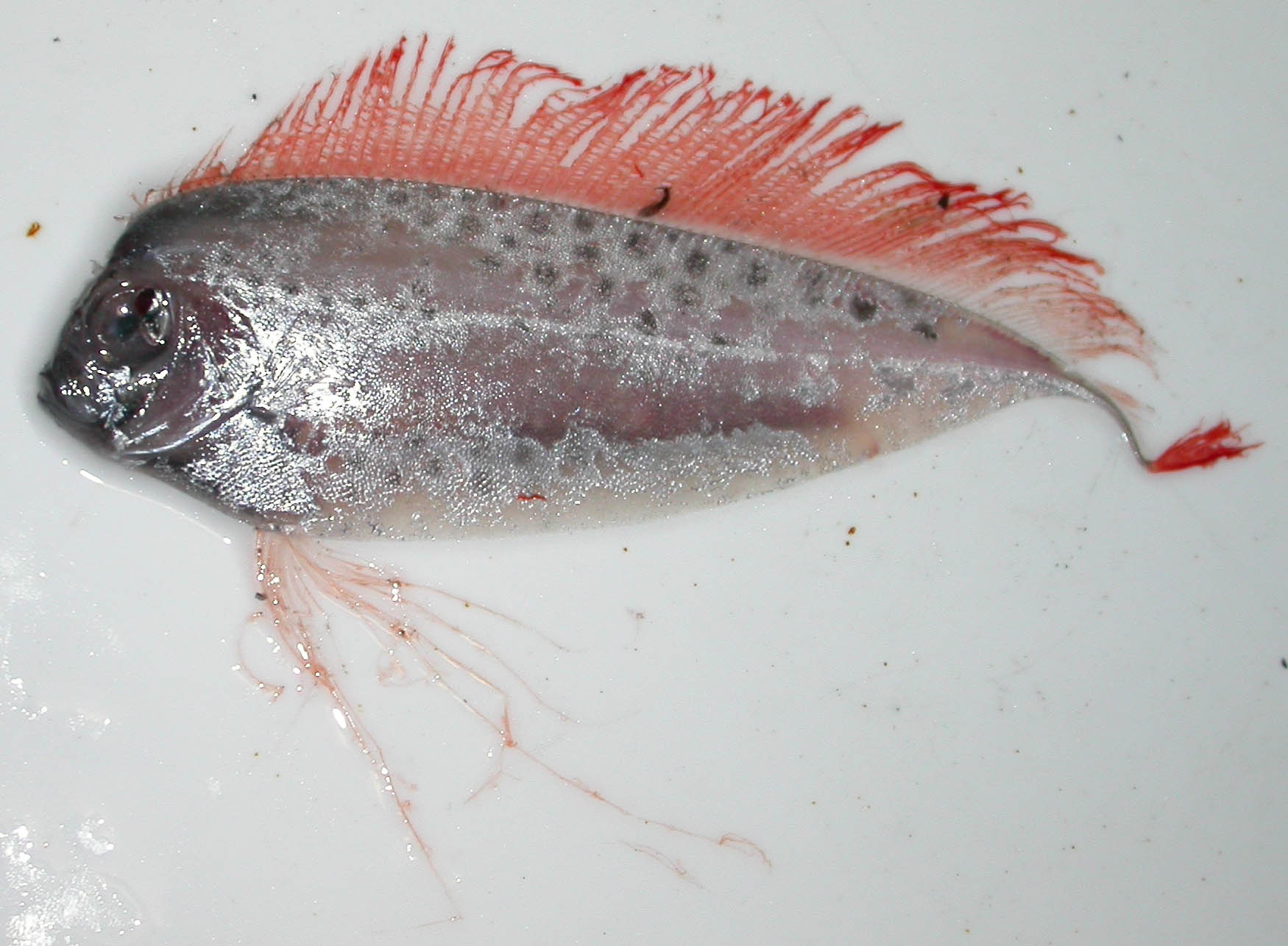
フリソデウオ Desmodema polystictum （フリソデウオ科）。本科にはアカマンボウ目魚類の半数近くが所属し、いずれもごくまれにしか捕獲されることがない

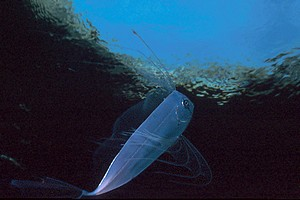
テンガイハタ Trachipterus trachypterus （フリソデウオ科）。未成魚は浅海で成長し、沿岸で網にかかることもある

アカナマダ科 Lophotidae にはアカナマダ・テングノタチなど2属5種が所属する。体は小さく脱落性の円鱗に覆われる。背鰭の基底は非常に長く、吻の後端から尾鰭の付け根まで達する。腹鰭がある場合、鰭条は2-6本。総排泄腔に開口する墨袋をもつ。漸新世の絶滅属（Protolophotus）がイランから出土している。
本科以降の4科は単系統群を構成すると考えられている。細長くリボン状の体型をし、臀鰭は短いか欠いており、前頭骨が分割されるなど形態上の共通点が多い。
- アカナマダ属 Lophotus
- テングノタチ属 Eumecichthys

### ラディイケパルス科
ラディイケパルス科 Radiicephalidae は1属2種からなる。大西洋中部から東部、およびニューギニア沖、台湾沖のみから知られる極めて稀な魚で、数点の標本しか知られていない。アカナマダ科と姉妹群の関係にあると考えられており、墨袋をもつ。
体は細長く側扁する。鱗は側線部分のみ存在し、よく発達した浮き袋をもつ。尾鰭上葉の鰭条は4本で、下葉の鰭条は7本で細長い。
- Radiicephalus 属

### フリソデウオ科
フリソデウオ科 Trachipteridae はサケガシラ・テンガイハタ・フリソデウオなど3属10種で構成され、北極海を含む全世界の海洋に分布する。リュウグウノツカイ科と関係が近い。
体は側扁し、眼が大きい。鱗をもたないもの、脱落性の円鱗あるいは櫛鱗に覆われるものまでさまざま。臀鰭を欠き、背鰭の基底は非常に長い。尾鰭は上葉のみで構成され、体に対し上向きの角度を成す。肋骨を欠き、浮き袋は退化的。
- サケガシラ属 Trachipterus
- フリソデウオ属 Desmodema
- ユキフリソデウオ属 Zu

### リュウグウノツカイ科
リュウグウノツカイ科 Regalecidae は2属3種を含み、全世界の外洋に分布する。リュウグウノツカイは硬骨魚類の中では最大の長さに成長する種類で、日本の海岸にもまれに漂着することがある。
眼は小さく、体は細長い。鱗・臀鰭・歯・浮き袋をもたない。腹鰭は著しく伸長した1本の鰭条のみからなる。背鰭の基底は非常に長く、吻の後端から起始し、先頭の2-3本の鰭条は鮮やかな赤色を呈する。
- リュウグウノツカイ属 Regalecus
- アグロスティクティス 属